# جيولا غال
جيولا غال (بالمجرية: Gál Gyula) مواليد 18 أغسطس 1976 في المجر، هو لاعب كرة يد مجري. مثل منتخب المجر لكرة اليد. شارك في دورة الألعاب الأولمبية الصيفية سنة 2004.

## سجل المنافسة
شارك في البطولات التالية:
- بطولة العالم لكرة اليد للرجال 2003
- بطولة العالم لكرة اليد للرجال 2007
- بطولة العالم لكرة اليد للرجال 2009
- بطولة العالم لكرة اليد للرجال 2011
- بطولة أوروبا لكرة اليد للرجال 2004
- بطولة أوروبا لكرة اليد للرجال 2006
- بطولة أوروبا لكرة اليد للرجال 2008
- بطولة أوروبا لكرة اليد للرجال 2010
- الألعاب الأولمبية الصيفية 2004

## الإنجازات
- الدوري المجري لكرة اليد:
  - الفوز: 2000، 2002، 2003، 2004، 2005، 2006، 2008، 2009
  - الثاني: 1998، 1999، 2001، 2007
- الدوري الكرواتي لكرة اليد:
  - الفوز: 2010
- دوري أبطال أوروبا لكرة اليد:
  - نصف النهائي: 2002
- كأس أبطال الكؤوس الأوروبية لكرة اليد:
  - الفوز: 2008
  - النهائي: 2000

## روابط خارجية
- جيولا غال على موقع الاتحاد الأوروبي لكرة اليد (الإنجليزية)
- جيولا غال على موقع أوليمبيديا (الإنجليزية)